# 旧二文理大
| 東京文理科大学 |  | 広島文理科大学 |
| 東京文理科大学 |  | 広島文理科大学 |

文理科大学（ぶんりかだいがく、英: University of Arts and Sciences, University of Literature and Science）は、昭和時代初期に高等師範学校卒業者の進学先として整備された旧制官立大学。東京文理科大学（現・筑波大学）と広島文理科大学（現・広島大学）の2校が設置された。
文理科大学を前身とする筑波大学と広島大学を総称して、旧二文理大（きゅうにぶんりだい）と呼ぶ。

## 概要
第二次世界大戦前、この2大学は日本で2つだけの文理科大学として機能していた。戦後の学制改革に伴い、それぞれに附属する高等師範学校およびその他の学校を統合し、東京教育大学、広島大学となった。

## 沿革
- 1929年 - 東京文理科大学、広島文理科大学創設。
- 1949年 - 学制改革で新制大学の母体となる。

## 特色
- 高等師範学校に併設されたことから、学生には教育実習が必修とされた（ただし、高等師範学校からの進学者は既に実習済みのため免除）。
- 東京・広島の両文理大間での転学は自由だった。
- 両校ともに開校時から女子学生の正規入学を認めていた。

## 同窓会
- 茗渓会 - 東京文理科大学、東京高等師範学校、東京教育大学、筑波大学の同窓会
- 尚志会 - 広島文理科大学、広島高等師範学校、広島大学の同窓会